# L’Isle-Jourdain (Vienne)
Isle-Jourdain – miejscowość i gmina we Francji, w regionie Nowa Akwitania, w departamencie Vienne.
Według danych na rok 1990 gminę zamieszkiwało 1269 osób, a gęstość zaludnienia wynosiła 214 osób/km² (wśród 1467 gmin regionu Poitou-Charentes Isle-Jourdain plasuje się na 227. miejscu pod względem liczby ludności, natomiast pod względem powierzchni na miejscu 1036.).